# Серебристая стронгилура
Серебристая стронгилура (лат. Strongylura marina) — вид лучепёрых рыб семейства саргановых. Распространены в западной части Атлантического океана. Максимальная длина тела 111 см.

## Описание
Тело удлинённое, округлое в поперечном сечении, покрыто мелкой циклоидной, легко опадающей чешуёй. До начала основания спинного плавника 213—304 мелких чешуй. Челюсти длинные, одинаковой длины, образуют характерный «клюв». На обеих челюстях многочисленные игловидные острые зубы. Отсутствуют жаберные тычинки. Спинной и анальный плавники сдвинуты далеко назад к хвостовому стеблю. В плавниках нет жёстких лучей. В спинном плавнике 14—17 мягких лучей. Задняя часть спинного плавника без выраженной увеличенной доли тёмного цвета. Нет дополнительных плавничков за спинным и анальным плавниками. В анальном плавнике 16—20 мягких лучей. Передние части спинного и анального плавников не образуют высоких долей. Основания спинного и анального плавников покрыты чешуёй. Грудные плавники с 10—12 мягкими лучами, не серповидной формы. Брюшные плавники с 6 мягкими лучами, расположены на брюхе. Хвостовой стебель не сжат в дорсо-вентаральном направлении, его высота превышает ширину; боковые кили отсутствуют. Хвостовой плавник с небольшой выемкой или усечённый. Боковая линия проходит низко по телу, начинаясь от начала грудных плавников. Позвонков 69—77. Левая гонада отсутствует.
Верхняя часть тела голубовато-зелёная, а нижняя — серебристая. По бокам проходит тёмно-синяя полоса. Тёмная область за глазами не простирается ниже орбиты глаза.
Максимальная общая длина тела 111 см, обычно до 60 см. Максимальная длина тела от окончания челюстей до окончания хвостового стебля — 42 см. Масса тела — до 2,3 кг.

## Биология
Обитают в прибрежных заливах и лагунах, часть вблизи мангровых лесов. Заходят в эстуарии и могут пониматься вверх по течению рек на сотни километров. Нахождение молоди в верховьях рек доказывает возможность нереста не только в морской, но и в пресной воде.

### Размножение и развитие
Впервые созревают на втором году жизни. Нерестятся в конце весны — начале лета. Икра сферической формы, диаметром 3,5—3,6 мм. На оболочке икринок располагаются многочисленные тонкие выросты, длина которых равна диаметру икринки. Икра донная, прикрепляется выростами к подводной растительности. Сразу после вылупления личинки имеют длину 9,2—14,4 мм. Характерен метаморфоз челюстей. У личинок после вылупления длина верхней и нижней челюстей одинакова. По мере роста рыб первоначально начинает удлиняться нижняя челюсть (так называемая «полурыловая стадия»). Затем удлиняется верхняя челюсть, и по достижении рыбами длины 17 см челюсти приобретают одинаковую длину.

### Питание
Серебристые стронгилуры являются оппортунистическими хищниками, которые питаются преимущественно пелагическими организмами. В Мексиканском заливе в пищеварительном тракте серебристых стронгилур обнаружены представители 25 таксонов животных организмов. Состав рациона изменяется в зависимости от сезона и гидрологических условий. По частоте встречаемости и массовой доле в желудках преобладают рыбы, составляющие от 61 % до 83 % рациона в разные сезоны года. В желудках встречены представители следующих семейств: Engraulidae, Mugilidae, Hemiramphidae и Syngnathidae. Существенную роль в питании играют ракообразные (креветки и крабы рода Callinectes) и насекомые (преимущественно перепончатокрылые). Наблюдаются онтогенетические различия в составе рациона. Молодые особи длиной от 35 до 50 мм питаются преимущественно креветками, мизидами и бокоплавами (до 70 % в составе рациона); рыбы составляют 30 %. Более крупные особи переходят на питание рыбами.

## Ареал
Распространены в западной части Атлантического океана от штата Мэн вдоль побережья США, Мексики, Центральной и Южной Америки до широты города Сан-Паулу (Бразилия), включая Мексиканский залив; у побережья Кубы не обнаружены. Встречаются в эстуариях, прибрежных лагунах, заходят в реки.